# Dardanus sanguinocarpus
Dardanus sanguinocarpus is een tienpotigensoort uit de familie van de Diogenidae. De wetenschappelijke naam van de soort is voor het eerst geldig gepubliceerd in 1925 door Degener.